# U-Bahnhof Karl-Preis-Platz
Der U-Bahnhof Karl-Preis-Platz in München wurde am 18. Oktober 1980 eröffnet. Er wird von der Linie U2 und seit dem 12. Dezember 2011 von der Verstärkungslinie U7, die nur in der Hauptverkehrszeit fährt, bedient.
Der Bahnhof liegt unter der Claudius-Keller-Straße im Stadtteil Ramersdorf. Vor der Umgestaltung im Sommer 2025 waren die Hintergleiswände mit großen graubeigen Wandpaneelen verkleidet. Der Boden ist mit Isarkiesel-Kunststeinen gepflastert, die Stützen sind mit graubeigen Fliesen bedeckt und die mit zwei Lichtbändern ausgestattete Decke ist mit Aluminium-Lamellen verblendet. Während man am westlichen Ende über eine Rampe an die Oberfläche gelangt, führt am östlichen Ende eine Treppe in ein Sperrengeschoss, aus dem die Kreuzung Claudius-Keller-Straße/Rosenheimer Straße erreicht wird.
Den Namen erhielt der U-Bahnhof nach dem dort liegenden Karl-Preis-Platz, Claudius-Keller-Straße Ecke Rosenheimer Straße, welcher nach Karl Sebastian Preis benannt wurde, SPD-Stadtrat in München und Gründer der kommunalen Wohnungsbaugesellschaft GEWOFAG. Vor der Umbenennung hieß der Platz Melusinenplatz.

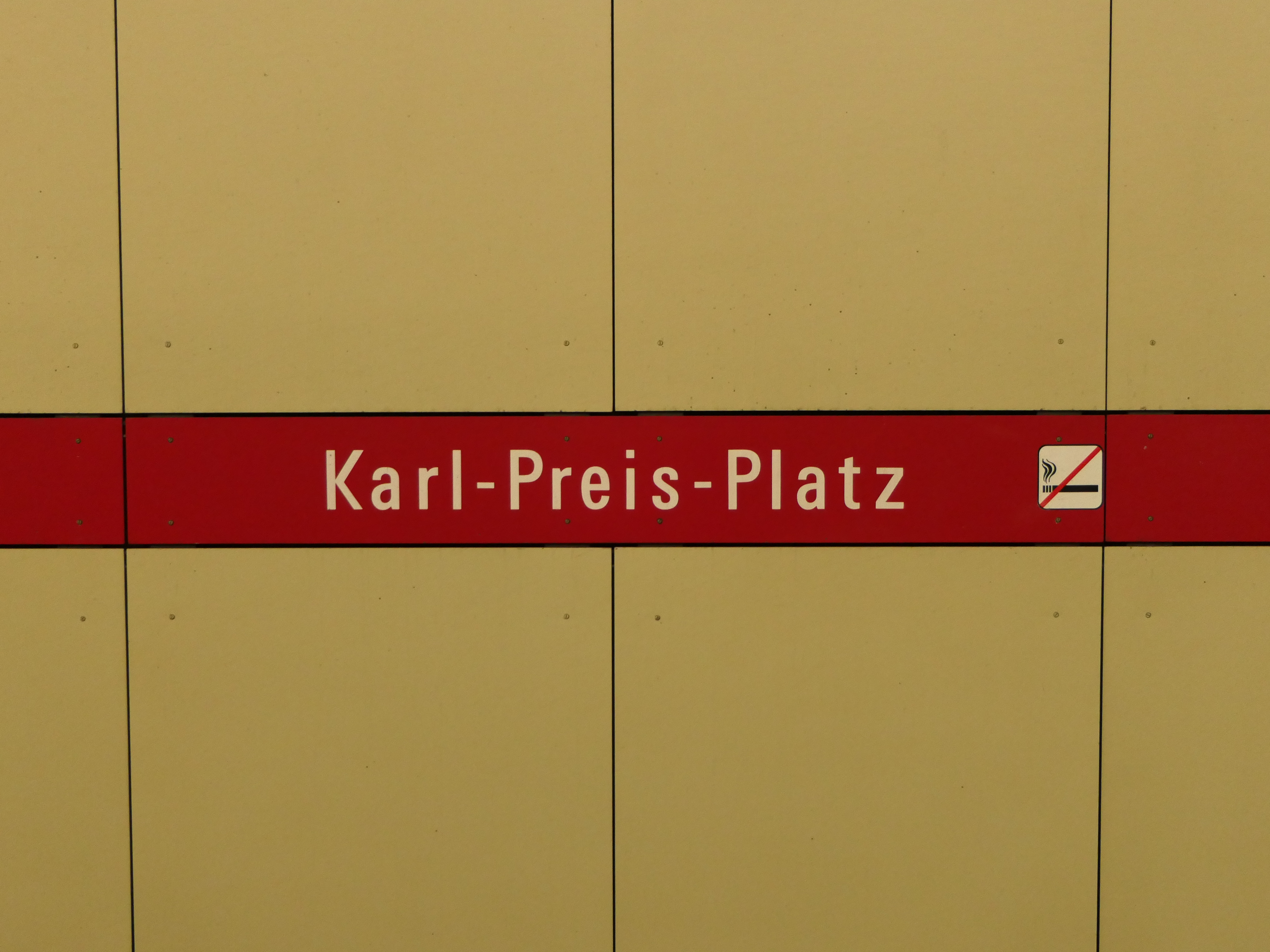
Stationsname an den Hintergleiswänden (vor der Umgestaltung im Sommer 2025)
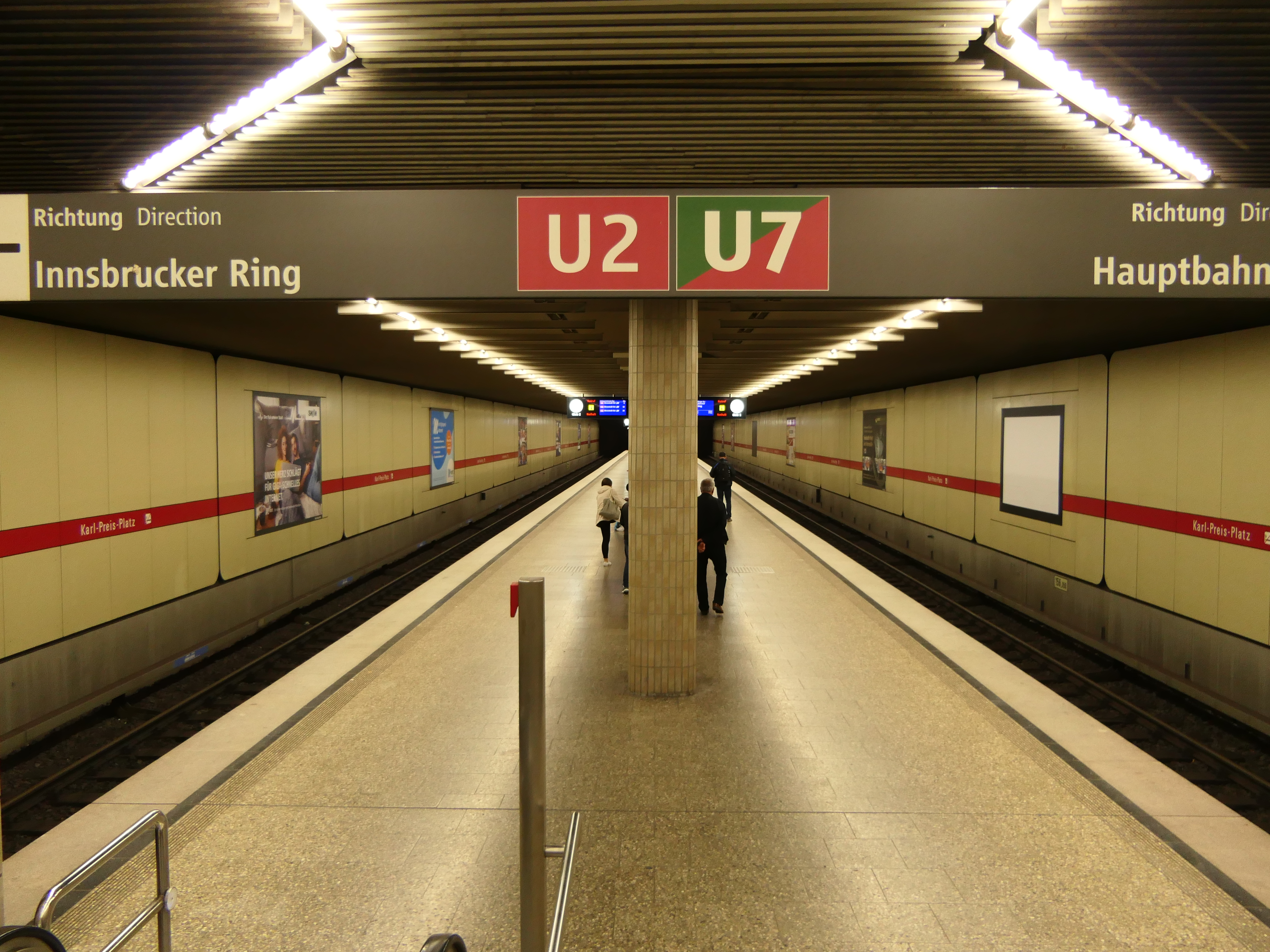
Bahnsteigebene (Überblicksansicht vor der Umgestaltung im Sommer 2025)
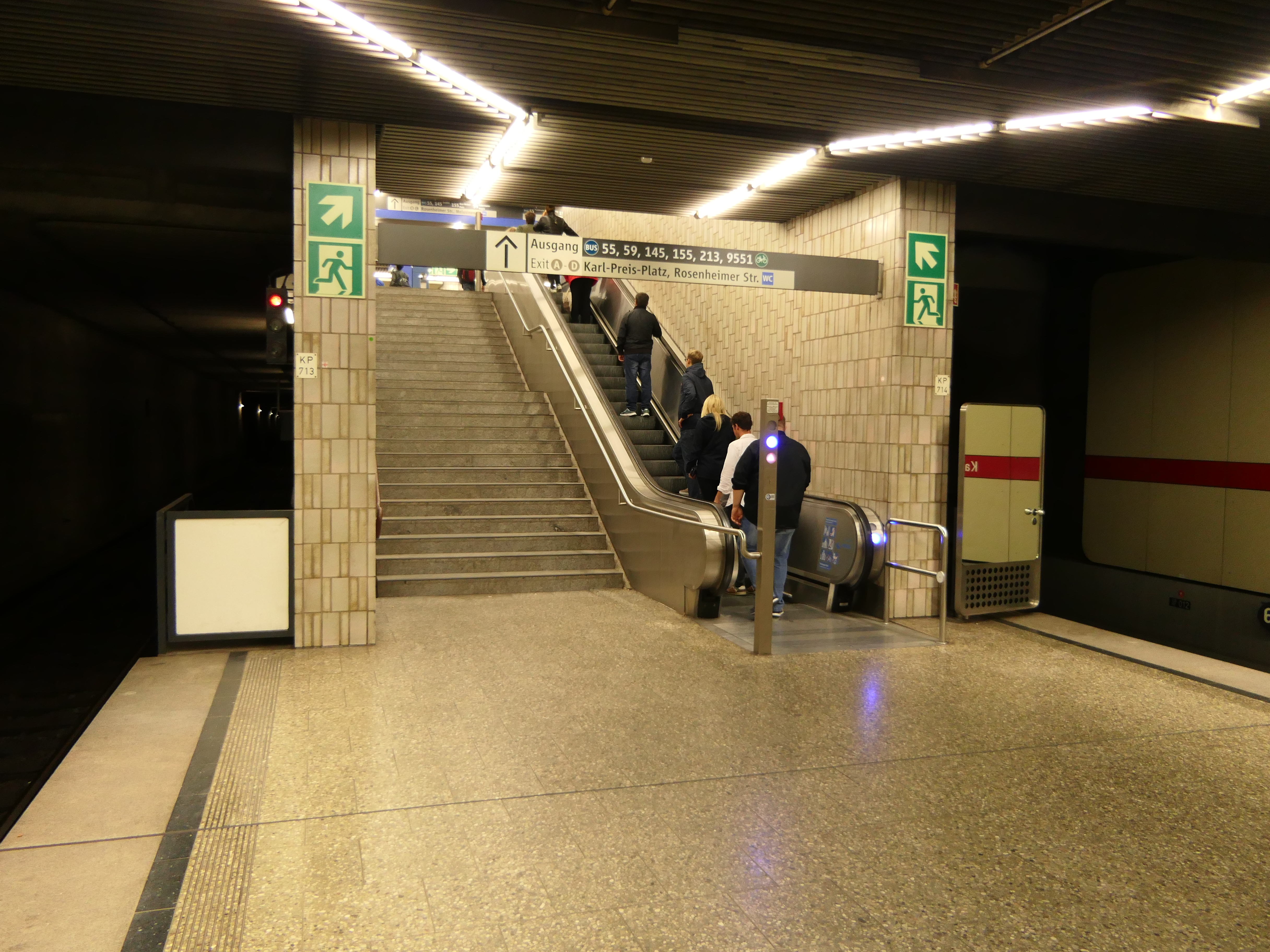
Aufgang von der Bahnsteigebene zur Verteilerebene
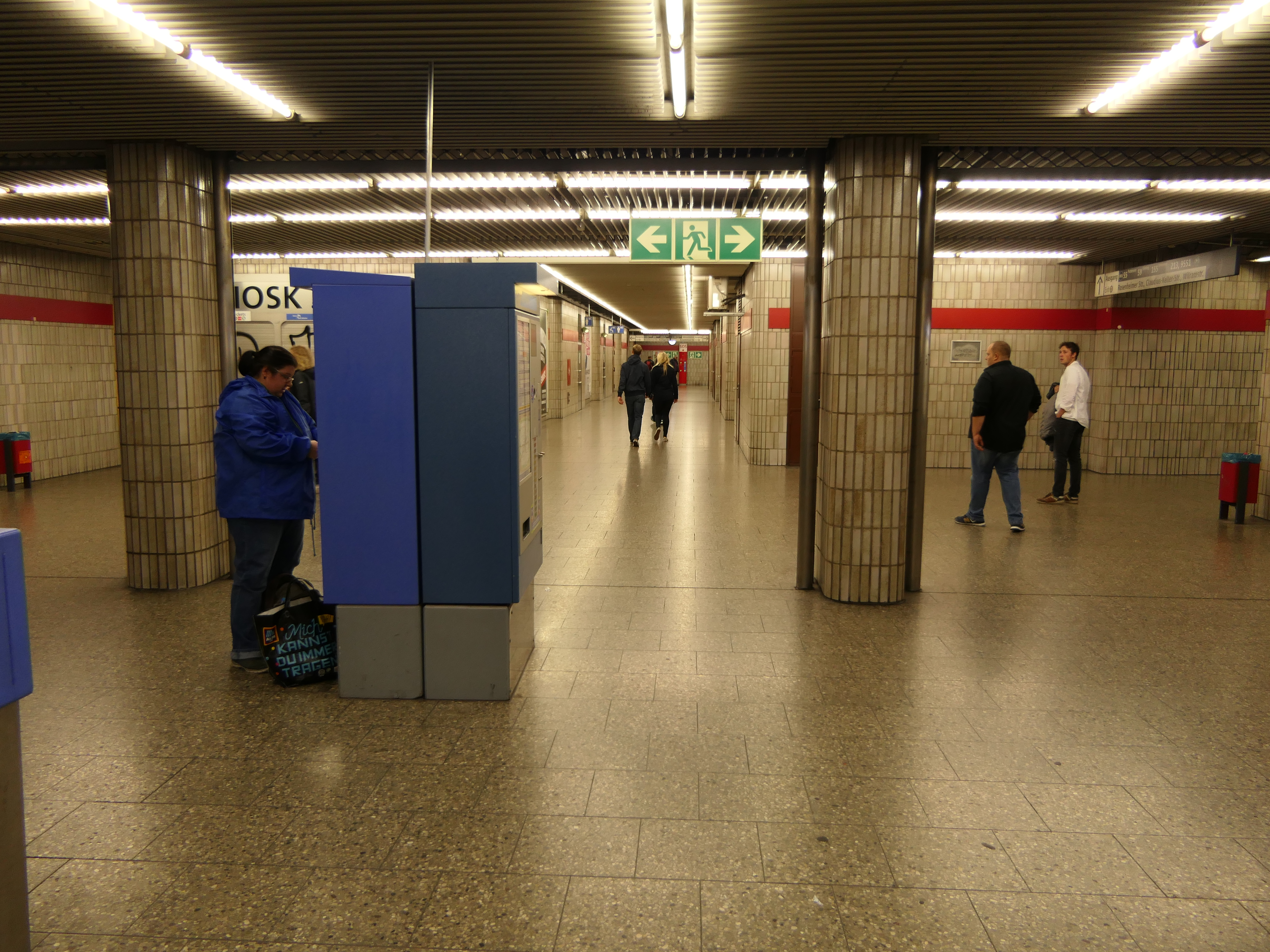
Verteilerebene
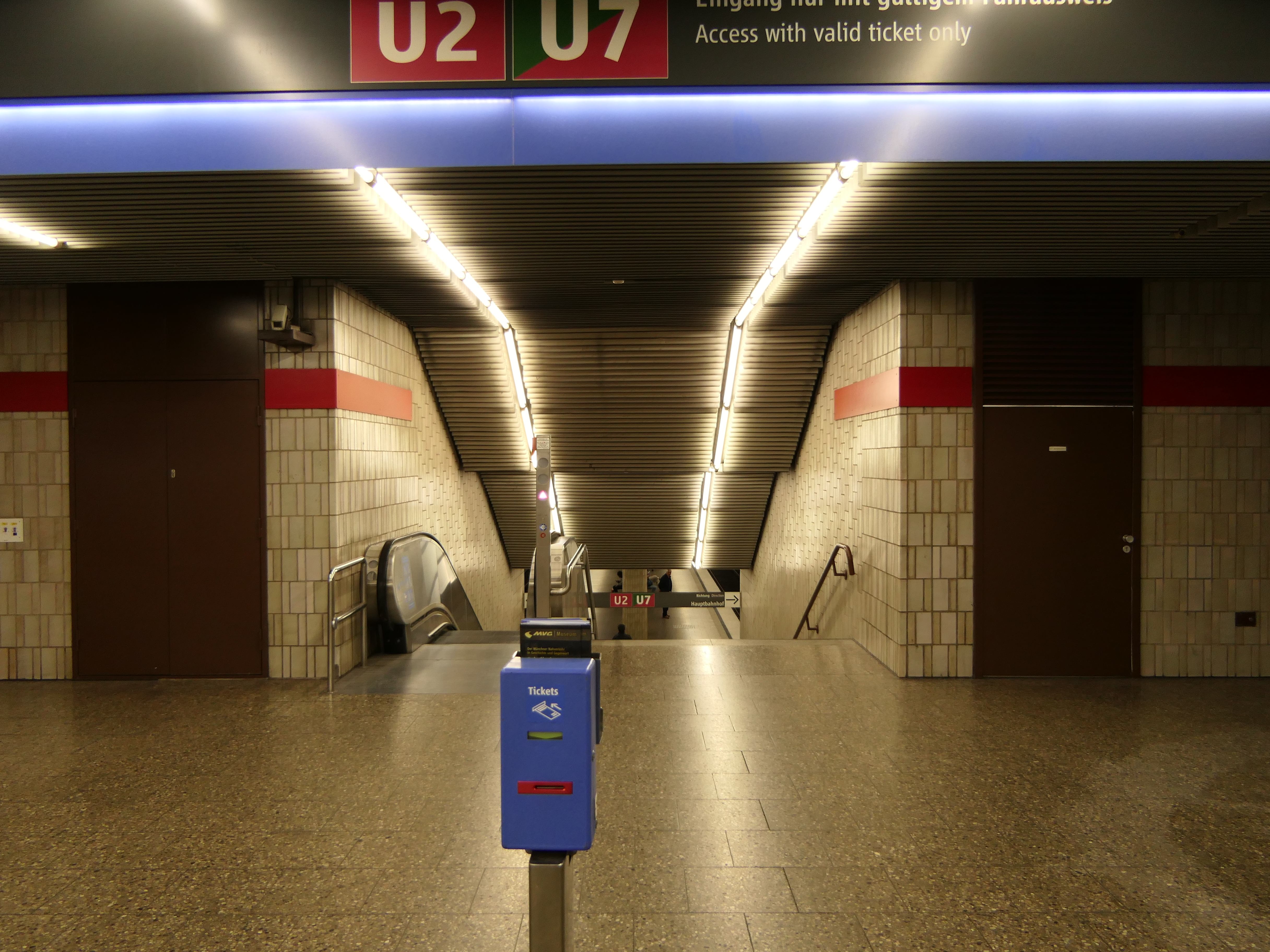
Abgang von der Verteilerebene zur Bahnsteigebene
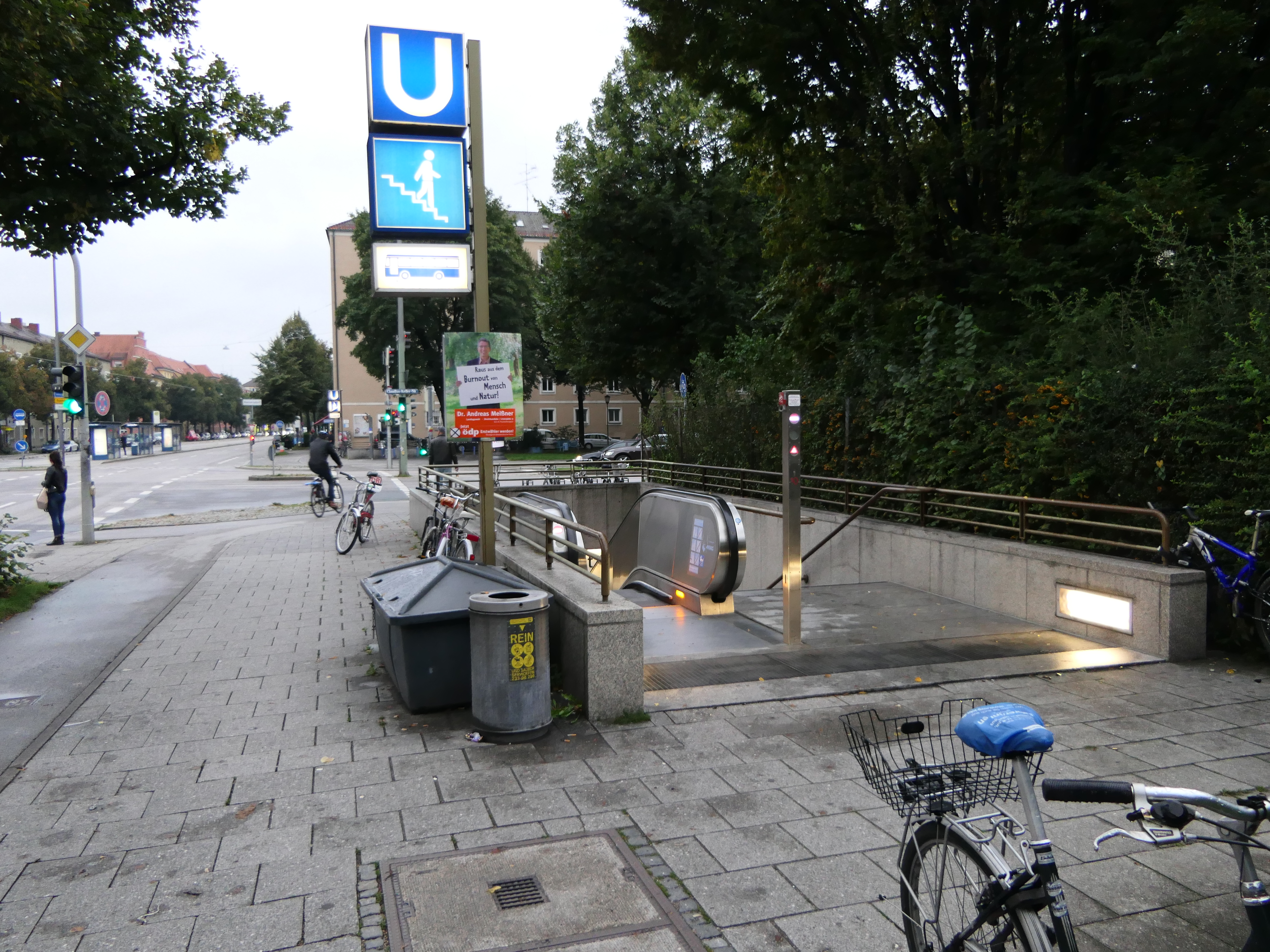
Zugang an der Oberfläche

| Linie | Linienverlauf |
| ----- | --- |
| U2    | Feldmoching – (1065 m) – Hasenbergl – (631 m) – Dülferstraße – (1112 m) – Harthof – (962 m) – Am Hart – (1010 m) – Frankfurter Ring – (657 m) – Milbertshofen – (1094 m) – Scheidplatz – (1103 m) – Hohenzollernplatz – (756 m) – Josephsplatz – (513 m) – Theresienstraße – (730 m) – Königsplatz – (583 m) – Hauptbahnhof – (905 m) – Sendlinger Tor – (746 m) – Fraunhoferstraße – (1116 m) – Kolumbusplatz – (711 m) – Silberhornstraße – (553 m) – Untersbergstraße – (654 m) – Giesing – (1280 m) – Karl-Preis-Platz – (868 m) – Innsbrucker Ring – (1576 m) – Josephsburg – (978 m) – Kreillerstraße – (1207 m) – Trudering – (959 m) – Moosfeld – (1683 m) – Messestadt West – (925 m) – Messestadt Ost |
| U7    | Olympia-Einkaufszentrum – (625 m) – Georg-Brauchle-Ring – (788 m) – Westfriedhof – (830 m) – Gern – (1007 m) – Rotkreuzplatz – (1102 m) – Maillingerstraße – (878 m) – Stiglmaierplatz – (1071 m) – Hauptbahnhof – (905 m) – Sendlinger Tor – (746 m) – Fraunhoferstraße – (1116 m) – Kolumbusplatz – (711 m) – Silberhornstraße – (553 m) – Untersbergstraße – (654 m) – Giesing – (1280 m) – Karl-Preis-Platz – (868 m) – Innsbrucker Ring – (982 m) – Michaelibad – (1708 m) – Quiddestraße – (778 m) – Neuperlach Zentrum |
| U8    | nur samstags: Olympiazentrum – (944 m) – Petuelring – (832 m) – Scheidplatz – (1103 m) – Hohenzollernplatz – (756 m) – Josephsplatz – (513 m) – Theresienstraße – (730 m) – Königsplatz – (583 m) – Hauptbahnhof – (905 m) – Sendlinger Tor – (746 m) – Fraunhoferstraße – (1116 m) – Kolumbusplatz – (711 m) – Silberhornstraße – (553 m) – Untersbergstraße – (654 m) – Giesing – (1280 m) – Karl-Preis-Platz – (868 m) – Innsbrucker Ring – (982 m) – Michaelibad – (1708 m) – Quiddestraße – (778 m) – Neuperlach Zentrum |